# Liste von Orgeln in Brandenburg
Die Liste von Orgeln in Brandenburg umfasst sukzessive die erhaltenen historischen Orgeln sowie überregional bedeutende Orgelneubauten in Brandenburg.
Zu Orgeln in einzelnen Landkreisen und Städten siehe unten.

## Orgelliste
In Brandenburg gibt es etwa 1.500 Orgeln, davon etwa 1.330 in Kirchen und Gemeindehäusern der Evangelischen Kirche Berlin-Brandenburg-schlesische Oberlausitz. Mehr als 75 Prozent von ihnen wurden vor 1945 gebaut.
In der vierten Spalte sind die hauptsächlichen Erbauer angeführt; eine Kooperation mehrerer Orgelbauer wird durch Schrägstrich angezeigt, spätere Umbauten durch Komma. In der sechsten Spalte bezeichnet die römische Zahl die Anzahl der Manuale, ein großes „P“ ein selbstständiges Pedal, ein kleines „p“ ein nur angehängtes Pedal. Die arabische Zahl gibt die Anzahl der klingenden Register bei den heute bestehenden Orgeln an. Die letzte Spalte bietet Angaben zum Erhaltungszustand sowie Links mit weiterführender Information.
| Ort                            | Gebäude                                                 | Bild                                 | Orgelbauer                                                          | Jahr                      | Manuale | Register | Bemerkungen |
| ------------------------------ | ------------------------------------------------------- | ------------------------------------ | ------------------------------------------------------------------- | ------------------------- | ------- | -------- | --- |
| Altlüdersdorf                  | Dorfkirche                                              |                                      | Johann Tobias Turley                                                | 1824                      | I/P     | 8        | |
| Altmädewitz                    | Dorfkirche                                              |                                      | Carl August Buchholz                                                | 1845                      | I/P     | 11       | |
| Altranft                       | Dorfkirche                                              |                                      | Friedrich Kienscherf                                                | 1861                      | II/P    | 12       | |
| Altreetz                       | Dorfkirche                                              |                                      | Carl August Buchholz                                                | 1840                      | II/P    | 18       | |
| Altwustrow                     | Dorfkirche                                              |                                      | Lang & Dinse                                                        | 1845                      | I       | 5        | |
| Angermünde                     | Heilig-Geist-Kapelle                                    |                                      | Christian Friedrich Leopold Morgenstern                             | 1841                      | I/P     | 8        | |
| Angermünde                     | Stadtpfarrkirche St. Marien                             |                                      | Joachim Wagner                                                      | 1742–1744                 | II/P    | 30       | Vom Pedal aus können vier Paukenengel betätigt werden. 1773 Prospektbemalung; 1845 und 1899–1901 Umdisponierungen; 1967–1976 Restaurierung in zwei Abschnitten durch Orgelbau Schuke                                                                                |
| Annenwalde                     | Dorfkirche                                              |                                      | Gottlieb Heise                                                      | 1835                      | I/P     | 8        | restauriert 2001 → Orgel |
| Arnsnesta                      | Dorfkirche                                              |                                      | Conrad Geißler                                                      | 1882                      | I/P     | 8        | bis auf die im Ersten Weltkrieg eingezogenen Prospektpfeifen original erhalten |
| Babben                         | Dorfkirche                                              |                                      | Johann Christoph Schröther der Mittlere                             | 1850                      | I/P     | 5        | |
| Bad Belzig                     | St. Briccius                                            |                                      | Alexander Schuke Potsdam Orgelbau                                   | 1949                      | I/P     | 6        | restauriert 1990 → Orgel |
| Bad Belzig                     | St. Marien, Hauptorgel                                  |                                      | Johann Adolarius Papenius                                           | 1747                      | II/P    | 20       | ursprünglich für Hordorf, gehört zum Brandenburgischen Orgelmuseum → Orgel |
| Bad Belzig                     | St. Marien, Südschiff                                   |                                      | Johann Friedrich Leberecht Zuberbier ?                              | vor 1830                  | I       | 5        | ursprünglich Groß Briesen, jetzt Brandenburgisches Orgelmuseum, Restaurierung 2011 durch Orgelbauer Jörg Stegmüller, Michendorf |
| Bad Wilsnack                   | Wunderblutkirche                                        |                                      | Adam Heinrich Rietz                                                 | 1782                      | II/P    | 20       | Prospekt und 2 Pedalregister von Rietz erhalten |
| Beerfelde                      | Beerfelde                                               |                                      | unbekannt                                                           | vor 1830                  | I/P     | 7        | 1964 Renovierung durch W. Sauer |
| Beeskow                        | Marienkirche                                            |                                      | Alexander Schuke                                                    | 1965                      | II/P    | 13       | → Orgel |
| Bernau bei Berlin              | St. Marien                                              |                                      | Mitteldeutscher Orgelbau A. Voigt                                   | 1989                      | II/P    | 29       | hinter Gehäuse von Wilhelm Sauer (1864) → Orgel |
| Bernau bei Berlin              | Waldkirche Lobetal                                      |                                      | Alexander Schuke                                                    | 2015                      | II/P    | 23       | → Orgel |
| Biesen                         | Dorfkirche                                              |                                      | Friedrich Emanuel Marx                                              | 1825                      | I       | 7        | |
| Biesenbrow                     | Dorfkirche                                              |                                      | Lang & Dinse, Albert Kienscherf                                     | vor 1850, 1912            | I/P     | 7        | 1986 zusammengesetzt aus Vorgängerorgel von 1912 (Subbass und Magazinbalg), die 1968 eingelagert wurde, und einer Orgel von Lang & Dinse (vor 1850) aus Neumühl bei Küstrin, die 1903 nach Crussow und 1967 nach Biesenbrow gelangte                                |
| Birkenwerder                   | Dorfkirche                                              |                                      | Wilhelm Sauer                                                       | 1968                      | II/P    | 12       | → Orgel |
| Blankenburg                    | Dorfkirche                                              |                                      | unbekannt                                                           | 1827                      | I/P     | 10       | oder 1831, möglicherweise Johann Tobias Turley oder Johann Simon Buchholz, zudem 4 Transmissionen |
| Blankenfelde                   | Dorfkirche                                              |                                      | Alexander Schuke                                                    | 1983                      | II/P    | 12       | → Orgel |
| Blumenthal                     | Dorfkirche                                              |                                      | Johann Christian Kayser                                             | 1803                      | I/P     | 8        | |
| Bochow                         | Dorfkirche                                              |                                      | Gottfried Wilhelm Baer                                              | 1863                      | I/P     | 9        | größtenteils erhalten; 2011 durch Max Wedjelek überholt |
| Böhne                          | Dorfkirche                                              |                                      | August Ferdinand Wäldner                                            | 1839                      | I/P     | 10       | |
| Boitzendorf                    | Dorfkirche                                              |                                      | Carl August Buchholz/Carl Friedrich Buchholz                        | 1849                      | II/P    | 14       | |
| Booßen                         | Dorfkirche                                              |                                      | unbekannt                                                           | vor 1850                  | I/P     | 9        | |
| Börnicke                       | Dorfkirche                                              |                                      | Carl Ludwig Gesell/Carl Schultze                                    | 1850                      | I/P     | 8        | |
| Bötzow                         | St. Nikolai                                             |                                      | Joachim Wagner                                                      | 1741–1742                 | I/P     | 10       | mehrfach umdisponiert |
| Brachwitz                      | Dorfkirche                                              |                                      | Gottfried Wilhelm Baer                                              | 1845                      | I/P     | 9        | |
| Brandenburg an der Havel       | St. Gotthardt                                           |                                      | Alexander Schuke                                                    | 1986                      | III/P   | 44       | |
| Brandenburg an der Havel       | St. Katharinen                                          |                                      | Wilhelm Sauer, Alexander Schuke                                     | 1898, 1936                | III/P   | 40       | hinter Prospekt von Joachim Wagner (1726–1727), 1936 Umbau |
| Brandenburg an der Havel       | Dom St. Peter und Paul                                  |                                      | Joachim Wagner                                                      | 1725                      | II/P    | 33       | Prospekt, Register und Pfeifen beinahe vollständig im Original erhalten, größte erhaltene und funktionstüchtige Wagner-Orgel → Orgel |
| Britz                          | Dorfkirche                                              |                                      | Johann Simon Buchholz/Carl August Buchholz                          | um 1825                   | I/P     | 7        | |
| Brunne                         | Dorfkirche                                              |                                      | Friedrich Emanuel Marx/Ernst Julius Marx                            | 1796                      | I/P     | 9        | |
| Brüssow                        | St. Sophia                                              |                                      | Gottlieb Heise                                                      | 1842                      | I/P     | 13       | |
| Buberow                        | Dorfkirche                                              |                                      | Friedrich Hermann Lütkemüller                                       | 1850                      | I/p     | 6        | |
| Buckau                         | Dorfkirche                                              |                                      | Nicolaus Schrickel ?                                                | um 1850                   | II/P    | 14?      | |
| Bützer                         | Dorfkirche                                              |                                      | August Ferdinand Wäldner                                            | 1841                      | I/P     | 8        | |
| Casekow                        | Dorfkirche                                              |                                      | Clemens Schefold / Albert Reiser                                    | 1824 / 1919               | I/P     | 5        | → Orgel |
| Cottbus                        | Oberkirche St. Nikolai                                  |                                      | Hermann Eule Orgelbau Bautzen                                       | 1984                      | III/P   | 50       | opus 500 hinter Prospekt von Adam Gottfried Oehme/Johann Georg Schön (1756–1759), der 1982 von Hainichen überführt wurde → Orgel |
| Cottbus                        | St. Maria Friedenskönigin                               |                                      | Gebrüder Jehmlich                                                   | 1970                      | II/P    | 24       | → Orgel |
| Dahnsdorf                      | Dorfkirche                                              |                                      | Gottfried Wilhelm Baer                                              | 1856                      | I/P     | 12       | restauriert durch Alexander Schuke Potsdam Orgelbau |
| Dallmin                        | Dorfkirche                                              |                                      | Anton Heinrich Gansen, August Berger                                | 1726, 1855                | I/P     | 14       | 1855 Umbau → Orgel |
| Dierberg                       | Dorfkirche                                              |                                      | Friedrich Hermann Lütkemüller                                       | 1892                      | I/P     | 7        | |
| Dollenchen                     | Dorfkirche                                              |                                      | Christian Friedrich Leopold Morgenstern                             | 1826                      | I/P     | 8        | |
| Drasdo                         | Dorfkirche                                              |                                      | C. F. W. Loewe                                                      | 1842                      | I/P     | 7        | |
| Duben                          | Dorfkirche                                              |                                      | Johann Christoph Schröther der Mittlere ?                           | um 1830–1850              | I/P     | 6        | |
| Eberswalde                     | Maria-Magdalenen-Kirche                                 |                                      | Ernst Julius Marx                                                   | 1783                      | II/P    | 27       | Umbauten 1876 durch Albert Kienscherf und 1958 durch Eule |
| Eickstedt                      | Dorfkirche                                              |                                      | Ernst Sauer                                                         | um 1850                   | I/P     | 10       | |
| Ellingen                       | Dorfkirche                                              |                                      | Johann Simon Buchholz                                               | vor 1825                  | I/P     | 6        | oder 1873 von Ferdinand Dinse oder Albert Lang |
| Falkenhagen                    | Dorfkirche                                              |                                      | Carl August Buchholz                                                | um 1840                   | II/P    | 12       | |
| Falkenhain                     | Dorfkirche                                              |                                      | unbekannt                                                           | 1845                      | I/P     | 6        | |
| Falkenwalde (Uckerfelde)       | Dorfkirche                                              |                                      | Ernst Julius Marx                                                   | 1770                      | I/P     | 14       | ursprünglich für Boitzenburg gebaut, 1851 Umsetzung und Umbau durch Carl August Buchholz, 1886 Umbau durch W. Remler & Sohn |
| Fehrbellin                     | Stadtkirche                                             |                                      | Wilhelm Heerwagen                                                   | 1867                      | II/P    | 15       | 2014 restauriert → Orgel |
| Felchow                        | Dorfkirche                                              |                                      | Joachim Wagner                                                      | vor 1745                  | I/P     | 9        | mehrfach verändert, restauriert 2023 → Orgel |
| Flemsdorf                      | Dorfkirche                                              |                                      | Joachim Wagner                                                      | 1745                      | I/P     | 8        | wenig erhalten |
| Frankena                       | St. Pantaleon                                           |                                      | Johann Christoph Schröther der Mittlere                             | um 1820                   | II/P    | 12       | 1884 durch Robert Uibe umdisponiert, 1908 um zweites Manual erweitert, 2006 Restaurierung durch Markus Roth → Orgel → Orgel |
| Forst (Lausitz)                | Dorfkirche Groß Bademeusel                              |                                      | Johann Friedrich Gast                                               | 1820                      | I/P     | 6        | ursprünglich für Bomsdorf gebaut, 1980 Umsetzung |
| Forst (Lausitz)                | Dorfkirche Naundorf                                     |                                      | Wilhelm Kummer                                                      | 1902                      |         |          | 2019 restauriert |
| Forst (Lausitz)                | Dorfkirche Mulknitz                                     |                                      | Eberswalder Orgelbauwerkstatt                                       | 1982                      | I/P     | 7        | |
| Forst (Lausitz)                | Dorfkirche Sacro                                        |                                      | Gustav Heinze                                                       | 1927                      | II/P    | 11       | |
| Forst (Lausitz)                | Johann-Sebastian-Bach-Kirche (Forst (Lausitz))          |                                      | Hermann Eule Orgelbau Bautzen                                       | 1964                      |         | 11       | |
| Forst (Lausitz)                | St.-Nikolai-Kirche                                      |                                      | Hermann Eule Orgelbau Bautzen                                       | 1959                      | III/P   | 37       | |
| Frankenfelde                   | Dorfkirche                                              |                                      | Johann Tobias Turley/Johann Friedrich Turley                        | 1824                      | I/P     | 12       | zudem 3 Transmissionen |
| Frankfurt (Oder)               | Sankt-Gertraud-Kirche                                   |                                      | Wilhelm Sauer                                                       | 1878/1879                 | III/P   | 36       | |
| Frankfurt (Oder)               | Konzerthalle Carl Philipp Emanuel Bach Frankfurt (Oder) |                                      | W. Sauer Orgelbau                                                   | 1975                      | III/P   | 50       | |
| Frankfurt (Oder)               | Heilig-Kreuz-Kirche                                     |                                      | Wilhelm Sauer                                                       | 1901                      | III/P   | 46       | |
| Frauenhorst                    | Dorfkirche                                              |                                      | Carl Friedrich Lochmann                                             | 1836                      | I/p     | 10       | |
| Freyenstein                    | Dorfkirche                                              |                                      | Gottlieb Heise                                                      | 1840                      | I/P     | 13       | |
| Fredersdorf                    | Dorfkirche                                              |                                      | Johann Ephraim Hübner                                               | um 1780                   | I/P     | 10       | 1838 ergänzte Johann Friedrich Turley ein Pedalregister |
| Friedersdorf                   | Dorfkirche                                              |                                      | Joachim Wagner                                                      | 1737                      | I/p     | 5        | hinter Gehäuse von Johann Heinrich Gräbner (1699), ursprünglich für Mönchenkirche (Jüterbog) |
| Fürstenwalde/Spree             | Dom St. Marien                                          |                                      | Alexander Schuke                                                    | 1967/2005                 | IV/P    | 64       | ursprünglich für Thomaskirche (Leipzig) gebaut (III/P/47), 42 Register in Neubau integriert |
| Gersdorf                       | Dorfkirche                                              |                                      | Georg Mickley                                                       | um 1850                   | I/P     | 10       | |
| Gießmannsdorf                  | Dorfkirche                                              |                                      | Carl Gotthold Claunigk                                              | 1803                      | I/P     | 7        | 1896 Umbau durch A. Schuke |
| Glienick                       | Dorfkirche                                              |                                      | Lang & Dinse                                                        | um 1850                   | I/P     | 7        | |
| Glienicke                      | Dorfkirche                                              |                                      | Gottfried Wilhelm Baer                                              | 1866                      | I/P     | 10       | größtenteils erhalten |
| Gohlitz                        | Dorfkirche                                              |                                      | Johann Wilhelm Grüneberg                                            | 1773                      | I       | 5        | |
| Göhlsdorf                      | Dorfkirche                                              |                                      | Gottfried Wilhelm Baer                                              | 1867                      | I/P     | 12       | größtenteils erhalten; besitzt im Gegen satz zu den anderen Werken Baers geteilte Principalregister |
| Gorden                         | Dorfkirche                                              |                                      | Heinrich Gottlob Nagel                                              | 1840                      | I       | 6        | mit originalen Kastenbälgen erhalten |
| Gosen                          | Dorfkirche                                              |                                      | Gebrüder Dinse                                                      | 1914                      | II/P    | 9        | 2020 renoviert → Orgel |
| Görlsdorf                      | Dorfkirche                                              |                                      | Carl August Buchholz/Carl Friedrich Buchholz                        | 1848                      | I/p     | 4        | |
| Görzke                         | Dorfkirche                                              |                                      | Carl August Buchholz                                                | 1824, 1881/1882           | II/P    | 13       | 1882 Erweiterung um zweites Manual, 4 Transmissionen |
| Goßmar                         | Dorfkirche                                              |                                      | Carl Gotthold Claunigk ?                                            | um 1775                   | I/P     | 7        | Zuschreibung (oder Johann Christoph Schröther der Ältere), ursprünglich Hausorgel, die 2004 umgesetzt wurde |
| Grabow                         | Dorfkirche                                              |                                      | Friedrich Wilhelm Lobbes                                            | 1893                      | I/P     | 7        | → Orgel |
| Gräfendorf                     | Dorfkirche                                              |                                      | Johann Christian Friedrich Flemming ?                               | 1803                      | I/P     | 10       | |
| Gransee                        | St. Marien                                              |                                      | Joachim Wagner, Alexander Schuke                                    | 1744, 1968                | II/P    | 28       | 1968 Neubau hinter altem Prospekt und unter Einbeziehung von 363 Orgelpfeifen von Wagner |
| Greiffenberg                   | Dorfkirche                                              |                                      | Johann Michael Röder                                                | 1742                      | I/P     | 12       | erhalten |
| Grieben                        | Dorfkirche                                              |                                      | Carl August Buchholz                                                | um 1850                   | II/P    | 9        | |
| Groß Bademeusel                | Dorfkirche                                              |                                      | Johann Friedrich Gast ?                                             | um 1820                   | I/P     | 6        | |
| Großbeeren                     | Dorfkirche                                              |                                      | Alexander Schuke                                                    | 1912                      | II/P    | 17       | → Orgel |
| Groß Breesen                   | Dorfkirche                                              |                                      | Johann Friedrich Gast der Ältere                                    | 1820                      | I/P     | 11       | |
| Groß Lubolz                    | Dorfkirche Lubolz                                       |                                      | Johann Christoph Schröther der Mittlere                             | um 1850                   | I/P     | 6        | → Orgel |
| Groß Marzehns                  | Dorfkirche                                              |                                      | Friedrich Wilhelm Lobbes                                            | 1888                      | I/P     | 6        | → Orgel |
| Groß Muckrow                   | Dorfkirche                                              |                                      | Johann George Gast oder Carl Ahrend ?                               | vor 1800                  | I       | 10       | mehrfach restauriert → Orgel |
| Groß Schacksdorf               | Dorfkirche                                              |                                      | Matthias Claunigk                                                   | um 1775                   | I/P     | 8        | ursprünglich für Weißagk gebaut; 1990 Umsetzung |
| Groß Schönebeck                | Immanuelkirche                                          |                                      | Johann Michael Röder/Gottlieb Scholtze                              | 1749–1750                 | I/P     | 12       | 2009 von Alexander Schuke Potsdam Orgelbau restauriert |
| Groß Ziescht                   | Dorfkirche                                              |                                      | Friedrich August Moschütz                                           | 1844                      | I/P     | 9        | |
| Großziethen                    | Dorfkirche                                              |                                      | Alexander Schuke                                                    | 1938                      | I/P     | 8        | → Orgel |
| Grube                          | Dorfkirche                                              |                                      | unbekannt                                                           | um 1820                   | I/p     | 3        | |
| Grünefeld (Schönwalde-Glien)   | Dorfkirche                                              |                                      | Carl Ludwig Gesell/Carl Schultze                                    | 1850?                     | I/P     | 11       | |
| Grüntal                        | Dorfkirche                                              |                                      | Carl Gotthold Claunigk                                              | 1822                      | I/P     | 8        | 1911 Umbau durch Paul Bütow |
| Gülpe                          | Dorfkirche                                              |                                      | Friedrich Hermann Lütkemüller                                       | 1848                      | I/p     | 6        | |
| Günterberg                     | Dorfkirche                                              |                                      | Christian Friedrich Leopold Morgenstern                             | 1844                      | I/P     | 8        | |
| Güstow                         | Dorfkirche                                              |                                      | Hermann Kienscherf                                                  | 1885                      | II/P    | 13       | restauriert/rekonstruiert 2022/23 → Orgel |
| Haßleben                       | Dorfkirche                                              |                                      | Friedrich Hermann Lütkemüller                                       | 1863                      | I/P     | 8        | 1947 durch Karl Gerbig umdisponiert |
| Heiligengrabe                  | Kloster Stift zum Heiligengrabe                         |                                      | David Baumann                                                       | 1726                      | II/P    | 14       | 1960 Erweiterung durch A. Schuke |
| Heiligengrabe                  | Heiliggrabkapelle                                       |                                      | Wolfgang Nußbücker                                                  | 1983                      | I/P     | 6        | → Orgel |
| Heinersdorf                    | Dorfkirche                                              |                                      | Friedrich Wilhelm Kaltschmidt                                       | 1850                      | I/p     | 6        | |
| Hennigsdorf                    | Zu den heiligen Schutzengeln                            |                                      | Karl Berschdorf                                                     | 1840                      | II/P    | 15       | mit originalen Kastenbälgen erhalten |
| Hermannswerder                 | Inselkirche                                             |                                      | Alexander Schuke                                                    | 1960                      | II/P    | 23       | 2012 generalüberholt → Orgel |
| Herzberg (Mark)                | Dorfkirche                                              |                                      | Albert Hollenbach                                                   | 1899                      | I/P     | 7        | restauriert 2016 → Orgel |
| Herzberg                       | Friedhofskapelle                                        |                                      | Eduard Glietsch                                                     | 1841                      | I/P     | 9        | |
| Hillmersdorf                   | Dorfkirche                                              |                                      | Johann Christoph Schröther der Mittlere                             | 1834                      | I/P     | 8        | |
| Hirschfeld                     | Dorfkirche                                              |                                      | Friedrich Gottheld Pfützner                                         | 1842                      | I/P     | 14       | Prospekt von 1702 |
| Hohenbruch                     | Dorfkirche                                              |                                      | Johann Tobias Turley                                                | 1817                      | I/P     | 9        | |
| Hohenwerbig                    | Dorfkirche                                              |                                      | Friedrich Wilhelm Lobbes                                            | 1878                      | I/P     | 6        | restauriert 2018 → Orgel |
| Hohen Neuendorf                | Dorfkirche                                              |                                      | Felix Grüneberg, Alexander Schuke                                   | 1908, 1941                | I/P     | 8        | 1941 eingreifender Umbau, 2 Grüneberg-Register erhalten |
| Jetsch                         | Dorfkirche                                              |                                      | Carl Gotthold Claunigk oder Johann Christoph Schröther der Mittlere | 1822                      | I/P     | 7        | |
| Jüterbog                       | Liebfrauenkirche                                        |                                      | Joachim Wagner                                                      | 1737                      | I/P     | 14       | zum großen Teil erhalten |
| Jüterbog                       | St. Nikolai                                             |                                      | Wilhelm Rühlmann                                                    | 1908, 1929, 1962/1963     | III/P   | 45       | Neubau hinter Prospekt von Joachim Wagner/J. Ch. Angermann (1737–1741); 1929 Rückpositiv ergänzt; 1962/1063 Umdisponierung durch Mitteldeutscher Orgelbau A. Voigt; 2016/2017 Restaurierung durch W. Sauer Orgelbau                                                 |
| Jüterbog                       | St. Nikolai                                             |                                      | unbekannt                                                           | um 1657                   | I       | 5        | Positiv mit einem der ältesten Prospekte in Brandenburg |
| Jüterbog-Neumarkt              | Dorfkirche                                              |                                      | Christian Gottlob Kunath                                            | 1788                      | I/P     | 12       | |
| Kaltenborn                     | Dorfkirche                                              |                                      | Johann Tobias Turley oder Johann Friedrich Turley                   | 1824                      | I       | 6        | |
| Kerkwitz                       | Dorfkirche                                              |                                      | Johann George Gast                                                  | 1799                      | I/P     | 6        | ursprünglich für Göhlen gebaut, 1980 nach Kerkwitz transloziert |
| Klein Glien                    | Dorfkirche                                              |                                      | Johann Wilhelm Grüneberg                                            | 1791                      | I       | 6        | |
| Klobbicke                      | Dorfkirche                                              |                                      | Friedrich Kienscherf                                                | 1850                      | I/P     | 6        | |
| Klosterfelde                   | Dorfkirche                                              |                                      | Friedrich Hermann Lütkemüller                                       | 1884                      | I/P     | 7        | 1980 durch Fahlberg Orgelbau umdisponiert |
| Kolochau                       | Dorfkirche                                              |                                      | Nicolaus Schrickel                                                  | Mitte 19. Jhd.            | II/P    | 12       | |
| Königsberg                     | Dorfkirche                                              |                                      | Friedrich Hermann Lütkemüller                                       | 1844                      | I/P     | 7        | op. 1; instand gesetzt 1989 → Orgel |
| Königs Wusterhausen            | Kreuzkirche                                             |                                      | Jürgen Ahrend Orgelbau                                              | 2009                      | II/P    | 19       | Neubau hinter historischem Prospekt (1706) → Orgel |
| Koßdorf                        | Dorfkirche                                              |                                      | Johann Gottlieb Müller                                              | 1848                      | II/P    | 21       | |
| Kotzen                         | Dorfkirche                                              |                                      | Gottlieb Scholtze, Friedrich Hermann Lütkemüller                    | 1762, 1875                | I/P     | 9        | 1875 Erweiterung um ein freies Pedal |
| Kötzlin                        | Dorfkirche                                              |                                      | Friedrich Hermann Lütkemüller                                       | 1850                      | I/p     | 6        | |
| Kreblitz                       | Dorfkirche                                              |                                      | Johann Christoph Schröther der Mittlere                             | 1836                      | I/p     | 6        | |
| Kriele                         | Dorfkirche                                              |                                      | Friedrich Hermann Lütkemüller                                       | 1848                      | II/P    | 9        | |
| Kunow                          | Dorfkirche                                              |                                      | unbekannt                                                           | um 1847                   | I/P     | 8        | |
| Langen                         | Dorfkirche                                              |                                      | Gebrüder Walter                                                     | 1909                      | II/P    |          | unspielbar → Orgel |
| Langengrassau                  | Dorfkirche                                              |                                      | Friedrich Traugott Kayser                                           | 1820                      | I/P     | 11       | |
| Läsikow                        | Dorfkirche                                              |                                      | Carl Ludwig Gesell/Carl Schultze                                    | 1848                      | I/P     | 7        | |
| Lebusa                         | Dorfkirche                                              |                                      | Gottfried Silbermann                                                | 1727 (?)                  | I/P     | 14       | 1953 wurmstichige Holzpfeifen erneuert; weitgehend erhalten (94 Prozent des Pfeifenbestandes); 1994–1997 durch Jehmlich restauriert |
| Lenzen (Elbe)                  | St. Katharinen, Wiederaufbau                            |                                      | Gottlieb Scholtze                                                   | 1759                      | II/P    | 27       | 2007 von Reinhard Hüfken restauriert und auf den Originalzustand zurückgeführt. Enthält Pfeifenmaterial aus den Vorgängerorgeln von Hans Scherer dem Jüngeren (1627/1628) und von Arp Schnitger (1707/1708) → Orgel                                                 |
| Lichterfelde                   | Dorfkirche                                              |                                      | unbekannt                                                           | 1836                      | I/P     | 7        | |
| Liebenberg                     | Schlosskirche (Libertas-Kapelle)                        |                                      | Andreas Arnold (Mecklenburgischer Orgelbau)                         | 2010                      | II/P    | 26       | historisierender Neubau. Die 1894 von Christian Friedrich Voelkner (Dünnow) erbaute Orgel wurde 1984 nach Mönkebude in Mecklenburg umgesetzt. |
| Liebenwalde                    | Stadtkirche                                             |                                      | Adam Eifert Nachf.                                                  | 1910                      | II/P    | 20       | → Orgel |
| Liedekahle                     | Dorfkirche                                              |                                      | Friedrich August Moschütz                                           | 1846                      | I/P     | 7        | |
| Schloss Lindenau               | Schlosskirche                                           |                                      | Gebr. Nagel?                                                        | 1842                      | I/P     | 9        | oder Friedrich Gottheld Pfützner |
| Locktow                        | Dorfkirche                                              |                                      | Gottfried Wilhelm Baer                                              | 1848                      | I/P     | 10       | größtenteils erhalten |
| Löhsten                        | Dorfkirche                                              |                                      | Kauffmann ?                                                         | um 1800                   | I/P     | 8        | |
| Luckau                         | Nikolaikirche                                           |                                      | Christoph Donat                                                     | 1673                      | III/P   | 43       | 1956–1978 neobarocker Neubau durch Schuke. In zehn Registern sind noch Pfeifen von Donat erhalten. → Orgel |
| Luckenwalde                    | St. Jakobi                                              |                                      | Gebr. Dinse, Gustav Heinze                                          | 1894, 1940–1943           | III/P   | 43       | 1943 Erweiterungsumbau |
| Luckenwalde                    | St. Joseph                                              |                                      | Wilhelm Sauer                                                       | 1892                      | II/P    | 11       | → Orgel |
| Luckow                         | Dorfkirche                                              |                                      | Friedrich Wilhelm Schwarz                                           | 1905                      | II/P    | 13       | → Orgel |
| Lüdersdorf                     | Dorfkirche                                              |                                      | Friedrich Emanuel Marx                                              | vor 1821                  | I       | 8        | → Orgel |
| Lühnsdorf                      | Dorfkirche                                              |                                      | Friedrich Wilhelm Lobbes                                            | 1898                      | I/P     | 5        | restauriert 2019 → Orgel |
| Lunow                          | Dorfkirche                                              |                                      | Lang & Dinse ?                                                      | um 1840                   | I/P     | 9        | |
| Lütte                          | Dorfkirche                                              |                                      | Gottlieb Heise                                                      | 1842                      | I/P     | 8        | |
| Mahlow                         | Dorfkirche                                              |                                      | Wilhelm Remler                                                      | 1887                      | I/P     | 7        | restauriert 2004 → Orgel |
| Malitschkendorf                | Dorfkirche                                              |                                      | Johann Christoph Schröther der Mittlere                             | um 1800–1830              | I/P     | 9        | |
| Manker                         | Dorfkirche                                              |                                      | Friedrich Hermann Lütkemüller                                       | 1865                      | I/P     | 10       | |
| Markau (Nauen)                 | St. Nikolai                                             |                                      | Friedrich Wilhelm Lobbes                                            | 1875                      | I/P     | 11       | überholt 2022 → Orgel |
| Markee                         | Christuskirche                                          |                                      | Wilhelm Heerwagen                                                   | 1868                      | I/P     | 10       | seit Jahrzehnten unspielbar → Orgel |
| Marquardt                      | Dorfkirche                                              |                                      | Gebr. Dinse                                                         | 1901                      | II/P    | 10       | restauriert 2011 → Orgel |
| Martinskirchen                 | Dorfkirche Martinskirchen                               |                                      | Carl Friedrich Lochmann                                             | um 1835                   | I/P     | 13       | |
| Massen                         | Dorfkirche                                              |                                      | Johann Christoph Schröther der Mittlere                             | 1821                      | II/P    | 12       | 1881 Erweiterung durch Nikolaus Schrickel |
| Melzow                         | Dorfkirche                                              |                                      | Lang & Dinse                                                        | 1859                      | II/P    | 11       | Umbau 1875 durch Carl Eduard Gesell, Instandsetzung 2004 durch Christian Scheffler |
| Merz                           | Dorfkirche                                              |                                      | Carl August Buchholz ?                                              | um 1830                   | I/P     | 5        | |
| Merzdorf                       | Dorfkirche                                              |                                      | Friedrich August Moschütz                                           | 1847                      | I/P     | 8        | |
| Michelsdorf                    | St. Michaelis                                           |                                      | Gottlieb Heise                                                      | 1841                      | I/P     | 6        | |
| Milow                          | Dorfkirche                                              |                                      | August Ferdinand Wäldner                                            | 1839                      | I/P     | 10       | |
| Mittenwalde                    | St. Moritz                                              |                                      | Hermann Eule Orgelbau Bautzen                                       | 1959                      | II/P    | 23       | hinter Prospekt von Johann Wilhelm Grüneberg (1787) |
| Möbiskruge                     | Dorfkirche                                              |                                      | W. Sauer Orgelbau                                                   | 1994                      | I/P     | 10       | Rekonstruktion hinter Prospekt von Johann George Gast (1798) |
| Münchehofe                     | Dorfkirche                                              |                                      | Johann Christoph Schröther der Mittlere ?                           | um 1830                   | I/P     | 10       | 1827? |
| Mützlitz                       | Dorfkirche                                              |                                      | Johann Friedrich Turley                                             | 1829                      | I/p     | 6        | |
| Nackel                         | Dorfkirche                                              |                                      | Johann Tobias Turley ?                                              | um 1830                   | I/p     | 9        | zudem 3 Transmissionen |
| Nauen                          | St. Jacobi                                              |                                      | Emil Heerwagen                                                      | 1875                      | II/P    | 31       | |
| Nennhausen                     | Dorfkirche                                              |                                      | Carl Ludwig Gesell/Carl Schultze                                    | 1848                      | I       | 4        | |
| Neuendorf                      | Dorfkirche                                              |                                      | Wilhelm Lang oder Friedrich Wilhelm Lobbes                          | um 1850                   | I/p     | 6        | |
| Neuensund                      | Dorfkirche                                              |                                      | C. A. Roloff                                                        | 1794                      | I/P     | 9        | einzige erhaltene Roloff-Orgel in Brandenburg |
| Neuhardenberg                  | Schinkelkirche                                          |                                      | W. Sauer Orgelbau                                                   | 1924                      | II/P    | 14       | Neubau hinter Prospekt von Johann Simon Buchholz nach einem Entwurf von Karl Friedrich Schinkel (1817) |
| Neuholland                     | Dorfkirche                                              |                                      | Gottlieb Scholtze                                                   | 1777                      | I/P     | 11       | |
| Neulietzegöricke               | Dorfkirche                                              |                                      | Lang & Dinse                                                        | 1843                      | II/P    | 10       | |
| Neuruppin                      | Sankt Marien                                            |                                      | W. Sauer Orgelbau                                                   | 1939                      | IV/P    | 72       | hinter Prospekt von Johann Simon Buchholz (1804); derzeit unspielbar |
| Kloster Neuzelle               | Klosterkirche St. Mariä Himmelfahrt, Hauptorgel         |                                      | Wilhelm Sauer                                                       | 1906                      | II/P    | 24       | |
| Kloster Neuzelle               | Klosterkirche St. Mariä Himmelfahrt, Taufkapelle        |                                      | Michael Geinitz                                                     | 2. Hälfte 18. Jahrhundert | I       | 4        | Prozessionsorgel |
| Niederlehme                    | Dorfkirche                                              |                                      | Gebrüder Dinse                                                      | 1914                      | II/P    | 12       | → Orgel |
| Niederwerbig                   | Dorfkirche                                              |                                      | Gottfried Wilhelm Baer, W. Sauer Orgelbau                           | 1893                      | I/P     | 6        | urspr. 7 Register; 1964 durch Sauer umgebaut, 1974 restauriert → Orgel |
| Nieder Neuendorf               | Dorfkirche Nieder Neuendorf                             |                                      | Gottlieb Heise                                                      | 1846                      | I/P     | 5        | |
| Niemegk                        | Stadtkirche St. Johannis                                |                                      | Gottfried Wilhelm Baer                                              | 1854                      | II/P    | 30       | Baers größte Orgel, um 1960 eingreifender Umbau, 1997–2021 schrittweise Rückführung in den Originalzustand durch Karl Schuke Berliner Orgelbauwerkstatt → Orgel |
| Oberkrämer                     | Dorfkirche Marwitz                                      |                                      | Friedrich Hermann Lütkemüller                                       | 1863                      | I/P     | 11       | Patentorgel |
| Oehne                          | Dorfkirche                                              |                                      | unbekannt                                                           | um 1750                   | II/P    | 14       | |
| Oranienburg                    | Stadtkirche                                             |                                      | Gebrüder Jehmlich                                                   | 1957                      | II/P    | 12       | → Orgel |
| Papitz                         | Dorfkirche                                              |                                      | Johann Christoph Schröther der Jüngere                              | 1828                      | I/P     | 10       | |
| Paretz                         | Dorfkirche                                              |                                      | Carl Ludwig Gesell, Alexander Schuke                                | 1864, 1968                | I/P     | 8        | 1968 Neubau unter Verwendung des Gehäuses und von Pfeifen der Vorgängerorgel → Orgel |
| Päwesin                        | Dorfkirche                                              |                                      | Johann Tobias Turley                                                | 1813                      | I/P     | 10       | → Orgel |
| Peitz                          | Stadtpfarrkirche                                        |                                      | Emanuel Kemper & Sohn, Dink Redies                                  | 1956                      | II/P    | 44       | 1970 Umbau durch Kemper, 1996 Umbau durch Redies mit Freiwilligen |
| Perleberg                      | St. Jakobi                                              |                                      | Johann Tobias Turley                                                | 1831                      | II/P    | 36       | zweitgrößte Orgel Turleys |
| Perwenitz                      | Dorfkirche                                              |                                      | Gottlieb Heise                                                      | 1841                      | I/P     | 8        | |
| Petershagen                    | Dorfkirche                                              |                                      | E. Kemper & Sohn                                                    | 1956                      | I/P     | 5        | → Orgel |
| Pfaffendorf                    | Dorfkirche                                              |                                      | Johann Gottlob Teschner                                             | 1846                      | I/P     | 10       | |
| Plaue                          | Liebfrauenkirche                                        |                                      | Johann Wilhelm Grüneberg                                            | 1793                      | II/P    | 17       | ursprünglich für St. Johannis in Brandenburg an der Havel gebaut, 1814 Umsetzung, 1845 Restaurierung durch Johann Friedrich Turley, 1912 Erweiterungsumbau durch Emil Heerwagen, 1984 Restaurierung durch Fahlberg Orgelbau; einige Register von Grüneberg erhalten |
| Plessow                        | Dorfkirche                                              |                                      | Gottlieb Scholtze                                                   | 1760                      | I/P     | 9        | 2000 renoviert |
| Plötzin                        | Dorfkirche                                              |                                      | Ernst Julius Marx                                                   | 1760                      | I/P     | 13       | Zuschreibung |
| Potsdam                        | Französische Kirche                                     |                                      | Johann Wilhelm Grüneberg                                            | 1783                      | I/P     | 13       | ursprünglich für Reformierte Johanneskirche in Spandau gebaut, 1902 in die Dorfkirche nach Bärenklau umgesetzt, ab 1991 Restaurierung durch A. Schuke, 2000 Wiedereinweihung in Potsdam; größte erhaltene Orgel des Erbauers → Orgel                                |
| Potsdam-Sanssouci              | Friedenskirche                                          |                                      | Gerald Woehl                                                        | 2004                      | III/P   | 48       | → Orgel |
| Potsdam                        | Kath. Kirche                                            |                                      | unbekannt                                                           | um 1720                   | II/P    | 19       | |
| Potsdam                        | St. Nikolai                                             |                                      | Orgelbau Kreienbrink                                                | 1971                      | III/P   | 55       | ursprünglich für Abtei Königsmünster gebaut → Orgel |
| Potsdam                        | Peter-und-Paul-Kirche                                   |                                      | Carl August Buchholz, Alexander Schuke                              | 1870, 1936                | III/P   | 41       | 1836 Umbau |
| Pretschen                      | Dorfkirche                                              |                                      | Johann Christoph Schröther der Jüngere                              | 1845                      | I/P     | 6        | |
| Prießen                        | Dorfkirche                                              |                                      | Johann Christoph Schröther der Mittlere                             | 1850                      | I/P     | 7        | |
| Pritzerbe                      | St. Marien „Unser lieben Frauen“                        |                                      | Joachim Wagner                                                      | 1737                      | I/P     | 14       | 1792 Umsetzung aus Kirche des Militärwaisenhauses, Potsdam |
| Pritzwalk                      | St. Nikolai                                             |                                      | Johann Friedrich Leberecht Zuberbier                                | 1784                      | I       | 4        | ursprünglich für anderen, unbekannten Standort gebaut, 1963 von Halenbeck-Rohlsdorf umgesetzt |
| Proßmarke                      | Dorfkirche Proßmarke                                    |                                      | unbekannt                                                           | um 1820                   | I/P     | 6        | mit pneumatischer Schleiflade |
| Protzen                        | Dorfkirche                                              |                                      | Eberswalder Orgelbauwerkstatt                                       | 1982                      | I/P     | 6        | Neubau in erhaltenes, barockes Gehäuse einer Orgel von 1790 mit unbekanntem Erbauer |
| Radensleben                    | Dorfkirche                                              |                                      | Friedrich Hermann Lütkemüller                                       | 1856                      | I/P     | 8        | Neubau im Gehäuse von Christian Kreynow aus Neustadt/Dosse (1709) |
| Rädigke                        | Dorfkirche Rädigke                                      |                                      | Gottfried Wilhelm Baer                                              | 1841                      | I/p     | 7        | |
| Rangsdorf                      | Dorfkirche                                              |                                      | Wilhelm Remler                                                      | 1855                      | I/P     | 8        | verändert erhalten → Orgel |
| Reesdorf                       | Dorfkirche                                              |                                      | Adam Eifert                                                         | 1888                      | I/P     | 6        | → Orgel |
| Retzow                         | St. Georgen                                             |                                      | Friedrich Hermann Lütkemüller                                       | 1847                      | I/P     | 7        | |
| Reudnitz                       | Dorfkirche                                              |                                      | Gebrüder Dinse                                                      | 1880                      | I/P     | 6        | → Orgel |
| Rheinsberg                     | St. Laurentius                                          |                                      | Gottlieb Scholtze                                                   | 1767                      | I/P     | 13       | mehrfach umgebaut, Gehäuse und einige Register erhalten → Orgel |
| Rießen                         | Dorfkirche                                              |                                      | Johann George Gast                                                  | um 1780                   | I/P     | 10       | oder 1801, 1886 Erweiterungsumbau |
| Ringenwalde                    | Dorfkirche                                              |                                      | Johann Peter Migendt                                                | 1760                      | I/P     | 12       | 1913 Erweiterungsumbau durch Albert Kienscherf (II/P/16), 2006 Rückführung auf den Originalzustand und Ergänzung um ein selbstständiges Pedal |
| Rohrbeck                       | Dorfkirche                                              |                                      | Johann Ephraim Hübner, Gottfried Wilhelm Baer                       | 1756, 1848                | I/P     | 10       | größtenteils erhalten |
| Röpersdorf                     | Dorfkirche                                              |                                      | Carl August Buchholz/Carl Friedrich Buchholz                        | 1848                      | I/P     | 9        | → Orgel |
| Rückersdorf                    | Dorfkirche                                              |                                      | Friedrich Hermann Lütkemüller                                       | um 1850                   | I/P     | 7        | |
| Ruhlsdorf                      | Dorfkirche                                              |                                      | unbekannt                                                           | 1844                      | I/P     | 8        | |
| Rühstädt                       | Dorfkirche                                              |                                      | Joachim Wagner                                                      | 1738                      | I       | 8        | Gehäuse und einige Register erhalten, Rest rekonstruiert |
| Saarmund                       | Saarmunder Kirche                                       |                                      | Carl Ludwig Gesell/Carl Schultze                                    | 1848                      | I/P     | 9        | nach einem Entwurf von Friedrich August Stüler |
| Sacrow (Potsdam)               | Heilandskirche                                          |                                      | Orgelwerkstatt Wegscheider                                          | 2007–2008                 | II/P    | 17       | seitenspielig → Orgel |
| Satzkorn                       | Dorfkirche                                              |                                      | Carl Eduard Gesell                                                  | 1852/53                   | I/P     | 8        | restauriert 2010 → Orgel |
| Schenkenberg                   | Dorfkirche                                              |                                      | Carl August Buchholz                                                | 1847                      | I/P     | 10       | |
| Schlepkow                      | Dorfkirche                                              |                                      | Carl Börger                                                         | 1900                      | I/P     | 6        | unspielbar → Orgel |
| Schmetzdorf                    | Dorfkirche Schmetzdorf                                  |                                      | August Ferdinand Wäldner                                            | 1848                      | I/P     | 10       | Neubau, Wäldners fünfter Neubau nach der Übernahme der väterlichen Werkstatt |
| Schöna                         | Dorfkirche                                              |                                      | Johann Christoph Schröther der Mittlere ?                           | um 1830–1850              | I/P     | 7        | erhalten, nachträglich um ein pneumatisches Pedal ergänzt |
| Schönerlinde                   | Dorfkirche                                              |                                      | Gottlieb Heise                                                      | 1840                      | I/P     | 12       | |
| Schönewalde                    | Stadtkirche St. Nicolai                                 |                                      | Carl Friedrich Lochmann                                             | 1834                      | I/P     | 17       | |
| Schönfeld                      | Dorfkirche                                              |                                      | unbekannt                                                           | um 1820                   | I       | 4        | |
| Schönwalde                     | Dorfkirche                                              |                                      | Joachim Wagner                                                      | 1739                      | I/P     | 12       | erhalten |
| Schlieben                      | Stadtkirche St. Martini                                 |                                      | Nicolaus Schrickel                                                  | Mitte 19. Jhd.            | II/P    | 26       | 1879 durch Conrad Geißler umgebaut |
| Seedorf                        | Dorfkirche                                              |                                      | Gottlieb Scholtze                                                   | 1775                      | I/p     | 8        | Zuschreibung |
| Sernow                         | Dorfkirche                                              |                                      | Johann Christoph Schröther der Mittlere                             | 1826                      | I/P     | 9        | |
| Spremberg                      | Kreuzkirche                                             |                                      | W. Sauer Orgelbau                                                   | 1898                      | II/P    | 30       | |
| Spremberg                      | Wendische Kirche                                        |                                      | W. Sauer Orgelbau                                                   | 1901                      | II/P    | 12       | |
| Stangenhagen                   | Dorfkirche                                              |                                      | Lang & Dinse                                                        | 1849                      | I/P     | 6        | |
| Steckelsdorf                   | Dorfkirche                                              | Orgel in der Dorfkirche Steckelsdorf | Friedrich Hermann Lütkemüller                                       | 1859                      | I/p     | 8        | |
| Sternhagen                     | Dorfkirche                                              |                                      | Joachim Wagner                                                      | 1736                      | I/P     | 9        | ursprünglich für Gramzow gebaut, 1857 umgesetzt, 2001–2009 restauriert und rekonstruiert durch Schuke; → Orgel |
| Straupitz                      | Dorfkirche                                              |                                      | Christian Friedrich Leopold Morgenstern                             | 1832                      | II/P    | 24       | Umbauten 1853/1854 durch Ludwig Hartig und 1892 durch Wilhelm Sauer |
| Stücken                        | Dorfkirche                                              |                                      | Carl Ludwig Gesell                                                  | 1868                      | I/P     | 9        | |
| Tarmow                         | Dorfkirche                                              |                                      | Gottlieb Heise                                                      | 1838                      | I/P     | 8        | oder 1835 |
| Telschow (Putlitz)             | Dorfkirche                                              |                                      | Friedrich Hermann Lütkemüller                                       | 1894                      | I/P     | 9        | restauriert 1998 → Orgel |
| Teschendorf                    | Dorfkirche                                              |                                      | Johann Tobias Turley oder Johann Friedrich Turley                   | 1835                      | II/P    | 12       | |
| Teupitz                        | Heilig-Geist-Kirche                                     |                                      | Mitteldeutscher Orgelbau A. Voigt                                   | 1986                      | II/P    | 16       | hinter Gehäuse von Gebr. Richter (1694) |
| Thomsdorf                      | Dorfkirche                                              |                                      | unbekannt                                                           | um 1880                   | I       | 4        | restauriert 1994 → Orgel |
| Trebatsch                      | Dorfkirche                                              |                                      | Albert Lang                                                         | 1821                      | II/P    | 11       | im Gehäuse von Carl Gotthold Claunigk? |
| Trechwitz                      | Dorfkirche                                              |                                      | Gottlieb Heise                                                      | 1846                      | I       | 5        | |
| Treuenbrietzen                 | St. Marien                                              |                                      | Joachim Wagner                                                      | 1739–1741                 | II/P    | 30       | erhalten |
| Uebigau                        | St.-Nikolai-Kirche                                      |                                      | Conrad Geißler                                                      | 1895                      | II/P    | 18       | Bis auf die Prospektpfeifen unverändert erhalten |
| Vehlefanz                      | Dorfkirche                                              |                                      | Gottlieb Scholtze                                                   | 1756                      | I/P     | 11       | Zuschreibung |
| Vielitz                        | Dorfkirche                                              |                                      | Ernst Julius Marx                                                   | 1789                      | I/p     | 6        | |
| Wachow                         | Dorfkirche                                              |                                      | Johann Simon Buchholz                                               | 1822                      | I/P     | 10       | 1911 durch A. Schuke umdisponiert |
| Wagenitz                       | Dorfkirche                                              |                                      | Friedrich Hermann Lütkemüller                                       | 1885                      | I/P     | 8        | ursprünglich für Wulfersdorf gebaut, 1986 umgesetzt |
| Waltersdorf                    | Dorfkirche                                              |                                      | Carl Gotthold Claunigk                                              | 1793                      | I/P     | 10       | um 1900 Umbau durch Wilhelm Rühlmann |
| Warthe                         | Dorfkirche                                              |                                      | Johann Christoph Schröther der Mittlere ?                           | 1842                      | I/P     | 8        | |
| Wartin                         | Dorfkirche                                              |                                      | Joachim Wagner                                                      | 1743–1744                 | I/P     | 9        | durch Christian Friedrich Voit erweitert; zum großen Teil erhalten → Orgel |
| Wellmitz                       | Dorfkirche                                              |                                      | Johann Gottlieb Schulz                                              | um 1850                   | II/P    | 12       | |
| Werben (Elbe)                  | St. Johannis                                            |                                      | Albert Kahl                                                         | 1916                      | II/P    | 34       | Prospekt und zahlreiche Pfeifen von Joachim Wagner (1747) erhalten |
| Werder                         | Heilig-Geist-Kirche                                     |                                      | Carl Ludwig Gesell, Alexander Schuke, W. Sauer Orgelbau             | 1856, 1906, 1952          | II/P    | 20       | 1906 Neubau unter Einbeziehung von 10 Registern und dem Prospekt der Vorgängerorgel, 1952 Umbau |
| Wernsdorf                      | Dorfkirche                                              |                                      | Hermann Teschner                                                    | 1900                      | I/P     | 8        | restauriert 2006 → Orgel |
| Weselitz                       | Dorfkirche                                              |                                      | Johann Simon Buchholz                                               | 1823                      | II/P    | 9        | |
| Wiederau (Uebigau-Wahrenbrück) | Dorfkirche                                              |                                      | Moritz Baumgarten, Mitteldeutscher Orgelbau A. Voigt                | 1855/56                   | I/P     | 9        | Nach einem Wasserschaden in den 1980er Jahren im historischen Gehäuse auf den alten Windladen ein neues, neobarockes Instrument von Voigt gebaut, Pedalwerk von Baumgarten erhalten.                                                                                |
| Wiesenburg/Mark                | St. Marien                                              |                                      | Johann Ephraim Hübner                                               | 1775                      | II/P    | 17       | Neubau unter Verwendung von Pfeifenwerk der Vorgängerorgel von Christoph Donat (1696), 1844 und 1864 Umbauten durch Gottfried Wilhelm Baer |
| Wolfshagen                     | Dorfkirche                                              |                                      | Friedrich Wilhelm Schwarz                                           | 1896                      | II/P    | 16       | → Orgel |
| Woltersdorf                    | Dorfkirche                                              |                                      | Gebr. Dinse                                                         | 1911                      | I/P     | 8        | restauriert 2015 → Orgel |
| Wuschewier                     | Dorfkirche                                              |                                      | Georg Mickley                                                       | 1850                      | I/p     | 6        | |
| Wusterhausen/Dosse             | St. Peter und Paul, Hauptorgel                          |                                      | Joachim Wagner                                                      | 1742                      | II/P    | 30       | mehrfach umdisponiert; 1978 restauriert |
| Wusterhausen/Dosse             | St. Peter und Paul, Winterkirche                        |                                      | unbekannt                                                           | um 1820                   | I       | 4        | |
| Wustrau                        | Dorfkirche                                              |                                      | Friedrich Hermann Lütkemüller / Wilhelm Sauer                       | 1873, 1910                | II/P    | 10       | → Orgel |
| Wuthenow                       | Schinkelkirche                                          |                                      | Friedrich Hermann Lütkemüller                                       | 1856                      | I/p     | 6        | |
| Zerpenschleuse                 | Dorfkirche                                              |                                      | Gottlieb Heise                                                      | 1844                      | I/P     | 9        | |
| Zieckau                        | Dorfkirche Zieckau                                      |                                      | Johann Christoph Schröther der Mittlere ?                           | 1842                      | I/P     | 9        | oder Eduard Glietsch? |
| Kloster Zinna                  | Klosterkirche St. Maria                                 |                                      | Gottfried Wilhelm Baer                                              | 1851                      | II/P    | 19       | Baers zweitgrößtes Werk; restauriert und rekonstruiert durch Mitteldeutscher Orgelbau A. Voigt |
| Zollchow                       | Dorfkirche                                              |                                      | Gottlieb Scholtze, Friedrich Hermann Lütkemüller                    | 1764, um 1850             | I/P     | 9        | um 1850 Umbau, der Neubau gleichkam (Veränderung der Manuallade, offenbar erstmals Anbau eines Pedals, teilweise Erneuerung der Mechanik, neue Klaviaturen); von Scholtze sind der Prospekt und vier Register erhalten                                              |
| Zöllmersdorf                   | Dorfkirche                                              |                                      | Johann Christoph Schröther der Mittlere ?                           | um 1830–1850              | I/P     | 7        | oder Eduard Glietsch? |